# 1980年飓风珍妮
飓风珍妮（英語：Hurricane Jeanne）是一场中等强度飓风，自始至终都在墨西哥湾徘徊，其间没有登陆，也是1980年大西洋飓风季第十个热带气旋和第八场飓风，于11月7日在加勒比地区南部上空发展成型。气旋迅速北上，于11月9日增强成热带风暴，再于次日进入墨西哥湾南部。11月11日，珍妮转向西进并急剧增强，达到风力时速155公里的最高强度。11月12日，气旋有所减弱并放缓移动速度，并因干燥空气侵蚀而进一步弱化成热带风暴，移动路径在11月15日完成顺时针环路，最终于11月16日消散。
珍妮是有纪录以来首个11月在墨西哥湾达到飓风标准的热带气旋，也是20世纪第三个在墨西哥湾达到飓风强度，但自始至终没有登陆的风暴。这场在飓风季接近尾声时形成的飓风令海上船只猝不及防，两艘驳船连接拖船的系索被扯断。风暴还间接导致基韦斯特降下暴雨，最高降雨量达591毫米。德克萨斯州在1980年8至9月已受到多个热带气旋重创，珍妮又令该州沿海地区发生轻度海滩侵蚀，风暴潮高0.6至1.2米，还发生沿海洪灾。不过，气旋没有导致人员丧生。

## 气象历史
11月7日下午，尼加拉瓜北大西洋自治区以东约100公里海域的扰动天气区组织成热带低气压。系统源头可以追溯到10月26日西非上空的东风波。气旋所在洋面大气环境同典型的早秋天气类似，墨西哥湾和美国西南部上空还存在大规模高压脊。热带低气压北上进入加勒比海，外界环境有利于进一步发展。11月9日，气旋风速提升至每小时65公里，成为热带风暴并获名“珍妮”（Jeanne）。接下来飓风猎人侦察机发现系统还在逐渐增强，所测最大持续风速为每小时80公里，最低气压999毫巴（百帕）。11月10日，气旋北上进入墨西哥湾南部。受高压脊影响，珍妮无法继续北上并缓慢向西转向。11月11日，风暴经快速增强达到飓风标准下限，随后又达到风力时速155公里的最高强度。
11月12日，气旋强度回落至一级飓风标准。进入墨西哥湾西部后，风暴的移动速度随高压脊东移而减缓。珍妮的风速随后降至每小时105公里，降级成热带风暴。气旋同西侧逐渐发展的低压槽形成气压梯度，风力时速一度短暂提升至110公里，但因锋区逼近给墨西哥湾西部带来干燥空气，风暴于11月14日弱化成热带低气压。珍妮的移动路线形成顺时针环路，最终于11月16日同锋区融合。

## 防灾措施
多芬岛部分居民对1979年的飓风弗雷德里克记忆犹新，因此面对逐渐北上的珍妮自愿转移。受飓风产生的大浪影响，3000名工作人员从石油平台撤离。美国国家飓风中心建议布朗斯维尔至塔彭斯普林斯的小型船只留在港口，不要出海。气象学家预计路易斯安那州会有0.6米的风暴潮，德克萨斯州海岸沿线则会有1.2米。由于气象机构无法确定飓风动向，泰勒博恩堂区和拉福什堂区的学校暂时关闭。气象部门还预计风暴会登陆路易斯安那州西南部，成千上万居民因此疏散到内陆，民防官员保持警惕，但气旋最终没有靠岸。气象学家预计珍妮会产生局部暴雨，但降雨量不会超过203毫米。

## 影响

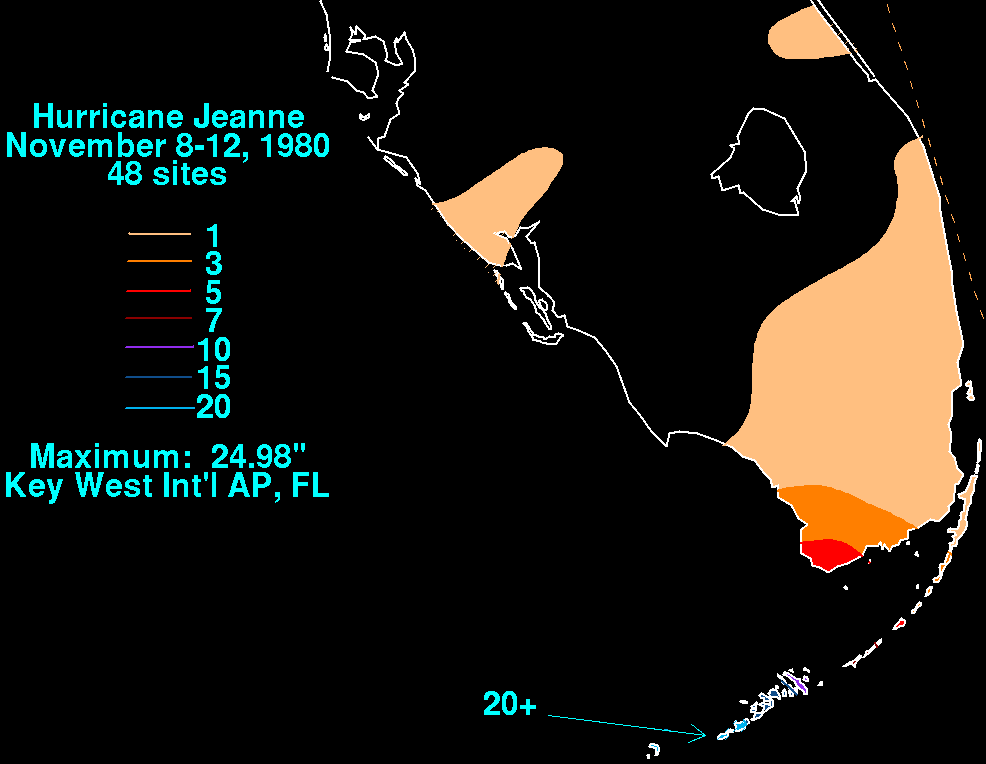
飓风珍妮的降水分布

大规模高压槽和飓风珍妮共同影响，令墨西哥湾北部波涛汹涌，浪高达4.6米。11月11日，有船测得每小时175公里的持续风速，但气象部门认为这不能代表珍妮的实际强度，属阵骤风速。风暴的外围雨带前后24小时内在基韦斯特降下591毫米雨量，打破1954年所创纪录，其中345毫米是在六小时内降下。这些暴雨主要由中尺度因素引发，内流带与附近几乎没有移动的锋区相交，对降水推波助澜。多所学校和大部分商铺关闭，基韦斯特国际机场的航班停飞，有关部门敦促居民留在家中，部分地区的供电和通讯中断。
珍妮在飓风季最后一个月来袭，海上多艘船只猝不及防。气旋进入墨西哥湾并产生狂风巨浪，将两艘驳船连接拖船的系索扯断。其中一艘驳船就是石油钻井平台，上有16人，已在墨西哥湾中部行进数百英里。所有人员顺利生还，飓风没有在海上造成人员丧生。风暴在德克萨斯州海岸沿线产生旷日持久的大浪和风暴潮，其中风暴潮有0.6至1.2米高。气旋引发沿海洪灾，并以加尔维斯敦附近地区灾情最为突出。
整个20世纪只有四个热带气旋在墨西哥湾达到飓风强度且自始至终没有登陆，除飓风珍妮外，另外三个分别是1969年的飓风劳瑞、1979年的飓风亨利和1982年的飓风阿尔贝托。